# Römisch-katholische Kirche in Spanien

Karte der Bistümer von Spanien, in dunkler Farbe die Erzbistümer

Die römisch-katholische Kirche in Spanien ist die größte Glaubensgemeinschaft in Spanien. Nach einer jüngsten Erhebung des staatlichen Centro de Investigaciones Sociológicas (CIS) betrachten sich 73,1 % der Spanier als katholisch. Jedoch nehmen, wie auch in Europa überhaupt, immer weniger Menschen aktiv am konfessionellen Leben teil. Von den Gläubigen (Katholiken und andere Konfessionen) besuchen 16 % gelegentlich im Jahr, 9,2 % öfters im Monat und 15,6 % mindestens einmal wöchentlich die Messe, 58,5 % hingegen nie oder fast nie – mit Ausnahme der Lebensabschnittsfeiern wie Taufen, Hochzeiten, Beerdigungen (Daten nach CIS Januar 2013).

## Geschichte
Das Christentum katholischer Prägung wurde spätestens nach Ende der Reconquista 1492 in Spanien zur herrschenden Konfession. Die Reformation konnte sich in Spanien nicht durchsetzen; keine andere Nation blieb gegenüber den Ideen der Reformation weniger empfänglich. In der darauf folgenden Zeit hatten spanische Missionare eine führende Rolle bei der katholischen Missionierung Amerikas, Asiens und Afrikas inne. In Spanien und den überseeischen Besitzungen kam der katholischen Kirche in enger Kooperation von Thron und Altar eine bedeutende politische und gesellschaftliche Rolle zu; so galt etwa die spanische Inquisition als wichtiges Machtinstrument des spanischen Königs in der Herrschaftsausübung.
Infolge der französischen Revolution und dem Übergreifen nach Spanien sah sich die katholische Kirche jedoch in ihrer tradierten Machtrolle bedroht. Die heftigen innenpolitischen Kämpfe des 19. Jahrhunderts zwischen liberal-antiklerikalen und traditionalistisch-kirchennahen Kreisen blieben auch für die Kirche nicht folgenfrei, so dass die revolutionären, antimonarchischen Kräfte der spanischen Gesellschaft „die“ katholische Kirche in Spanien institutionell mit dem zu überwindenden Staat gleichsetzten. Auch als Reaktion auf die antikirchlichen Exzesse zu Zeiten der Zweiten Republik (1931–1936) und v. a. während des Bürgerkriegs (fast 7000 ermordete Priester, Mönche und Nonnen) wurde die katholische Kirche in Spanien, insbesondere die nationalkatholische und hierarchische Kirche, zu einer der wichtigsten gesellschaftlichen Stützen der darauf folgenden Franco-Diktatur. In der Spätphase der Diktatur kamen allerdings entscheidende Impulse zur gesellschaftlichen und politischen Öffnung aus linkskatholischen Kirchenkreisen.
Nach dem Tod von Francisco Franco schlossen Spanien und der Heilige Stuhl 1979 vier Verträge, die das Konkordat aus dem Jahre 1953 ablösten. Apostolischer Nuntius war zuletzt bis März 2025 Erzbischof Bernardito Cleopas Auza.

## Kirchenprovinzen
Verwaltungstechnisch teilt das Diözesanschema die katholische Kirche Spaniens in 14 Kirchenprovinzen mit insgesamt 70 Diözesen (davon 14 Erzdiözesen) ein. Für jede ist ein Bischof (bzw. Erzbischof) zuständig.

### Kirchenprovinz Barcelona
- Erzbistum Barcelona

1. Bistum Sant Feliu
2. Bistum Terrassa

### Kirchenprovinz Burgos
- Erzbistum Burgos

1. Bistum Bilbao
2. Bistum Osma-Soria
3. Bistum Palencia
4. Bistum Vitoria

### Kirchenprovinz Granada
- Erzbistum Granada

1. Bistum Almería
2. Bistum Cartagena
3. Bistum Guadix
4. Bistum Jaén
5. Bistum Málaga

### Kirchenprovinz Madrid
- Erzbistum Madrid

1. Bistum Alcalá
2. Bistum Getafe

### Kirchenprovinz Mérida-Badajoz
- Erzbistum Mérida-Badajoz

1. Bistum Coria-Cáceres
2. Bistum Plasencia

### Kirchenprovinz Oviedo
- Erzbistum Oviedo

1. Bistum León
2. Bistum Santander
3. Bistum Astorga

### Kirchenprovinz Pamplona
- Erzbistum Pamplona y Tudela

1. Bistum Calahorra y La Calzada-Logroño
2. Bistum Jaca
3. Bistum San Sebastián

### Kirchenprovinz Santiago
- Erzbistum Santiago de Compostela

1. Bistum Lugo
2. Bistum Mondoñedo-Ferrol
3. Bistum Orense
4. Bistum Tui-Vigo

### Kirchenprovinz Saragossa
- Erzbistum Saragossa

1. Bistum Barbastro-Monzón
2. Bistum Huesca
3. Bistum Tarazona
4. Bistum Teruel y Albarracín

### Kirchenprovinz Sevilla
- Erzbistum Sevilla

1. Bistum Cádiz y Ceuta
2. Bistum der östl. Kanaren
3. Bistum westl. Kanaren
4. Bistum Córdoba
5. Bistum Huelva
6. Bistum Jerez

### Kirchenprovinz Tarragona
- Erzbistum Tarragona

1. Bistum Girona
2. Bistum Lleida
3. Bistum Solsona
4. Bistum Tortosa
5. Bistum Urgell
6. Bistum Vic

### Kirchenprovinz Toledo
- Erzbistum Toledo

1. Bistum Albacete
2. Bistum Ciudad Real
3. Bistum Cuenca
4. Bistum Sigüenza-Guadalajara

### Kirchenprovinz Valencia
- Erzbistum Valencia

1. Bistum Ibiza
2. Bistum Mallorca
3. Bistum Menorca
4. Bistum Orihuela-Alicante
5. Bistum Segorbe-Castellón

### Kirchenprovinz Valladolid
- Erzbistum Valladolid

1. Bistum Ávila
2. Bistum Ciudad Rodrigo
3. Bistum Salamanca
4. Bistum Segovia
5. Bistum Zamora

## Militärordinariat Spanien
- Spanisches Militärordinariat (Amtssitz in Madrid)